# Марусинець Мар'яна Михайлівна
Мар'я́на Миха́йлівна Марусине́ць (нар. 21 грудня 1961, Мукачеве) — психолог, педагог, кандидат психологічних (1989), доктор педагогічних наук (2012), професор (2014), голова Департаменту освіти, молоді, культури та спорту Закарпатської обласної державної адміністрації, почесний академік НАПНУ (2025). 

## Біографічні дані
Народилася 21 грудня 1961 року в Мукачеві.
У 1984 році закінчила Київський педагогічний інститут. З 1984 по 1988 — викладач психології. З 1988 по 1993 — заступник директора з навчально-виховної роботи Мукачівського педагогічного училища. З 1993 по 2008 — проректор з навчально-виховної роботи Мукачівського гуманітарно-педагогічного інституту. Водночас з 1998 по 2008 — заступник директора і директор філії Прикарпатського університету. З 2011 року — професор кафедри психології і педагогіки НПУ.
Працювала в Інституті педагогічної освіти і освіти дорослих ім. І. Зязюна НАПНУ. З 2021 року на посаді директора департаменту освіти і науки, молоді та спорту Закарпатської ОДА.
Почесний академік НАПНУ з 2025 року.

## Наукова робота
Наукові дослідження: педагогічна та вікова психологія, історія психології, диференціальна психологія; психологія рефлексії, теорія та методика професійної освіти, соціальна психологія, психологія соціальної роботи.

### Основні праці
За ЕСУ:
- Клінічна психодіагностика. — Ів.-Ф., 2009 (співавтор);
- Психологія творчої рефлексії: навч. посіб. — К., 2010;
- Інноваційний потенціал вищої педагогічної освіти. — Д., 2012 (співавтор);
- Професійна рефлексія майбутнього вчителя початкових класів: теорія і практика формування. — Умань, 2012;
- Психологічна готовність молодшого підлітка до профільного навчання в умовах модернізації шкільної освіти. — Уж., 2014 (співавтор)[1].